# مالكوم كينيدي
مالكوم كينيدي (بالإنجليزية: Malcolm Kennedy)‏ هو لاعب كرة قدم أسترالية أسترالي، ولد في 30 أكتوبر 1892 في كيو ‏ في أستراليا، وتوفي في 2 يناير 1918 في Dranouter ‏ في بلجيكا.

## وصلات خارجية
- مالكوم كينيدي على موقع AustralianFootball.com (الإنجليزية)
- مالكوم كينيدي على موقع AFLtables.com (الإنجليزية)